# Kõljala
Kõljala (Duits: Kölljall) is een plaats in de Estlandse gemeente Saaremaa, provincie Saaremaa. De plaats heeft de status van dorp (Estisch: küla).
Tot in oktober 2017 behoorde Kõljala tot de gemeente Pihtla. In die maand ging Pihtla op in de fusiegemeente Saaremaa.

## Ligging
Ten noorden van Kõljala ligt het beschermde natuurgebied Võrsna hoiuala (5,4 km²). De Põhimaantee 10, de hoofdweg van Risti via Virtsu en Muhu naar Kuressaare, komt door Kõljala.

## Geschiedenis
In het begin van de 20e eeuw zijn bij Kõljala drie skeletten gevonden die begraven zijn in de tweede helft van het 3e millennium v.Chr.
In 1250 verkreeg Heinrich Beckeshafwede een stuk land, dat door zijn zoon werd omgezet in het landgoed Cölljall. Onder latere eigenaars werd het landgoed sterk uitgebreid. Tussen 1250 en 1509 en na 1840 tot aan de onteigening door het onafhankelijk geworden Estland in 1919 was het landgoed in handen van de familie von Buxhoeveden. Ook behoorde het lange tijd (1677-1840) toe aan de familie von der Osten-Sacken. Konstantin Baron Buxhoeveden was de laatste eigenaar.
Het landhuis van het landgoed is gebouwd op het eind van de 18e eeuw onder de familie von der Osten-Sacken. De portico met vier Ionische zuilen van het middendeel is gebouwd rond 1850 onder de von Buxhoevedens. Tussen 1921 en 1955 diende het gebouw als landbouwschool. Daarna was de plaatselijke sovchoz de eigenaar. Die zorgde in 1980 dat het werd gerestaureerd. Na 1990 kwam het in particuliere handen. Ook het park rond het landhuis en een paar bijgebouwen zijn bewaard gebleven.
In de jaren twintig van de 20e eeuw werd Kaali-Liiva afgesplitst van Kõljala. Het buurdorp Masa maakte in de jaren 1977-1997 deel uit van Kõljala.

## Foto's

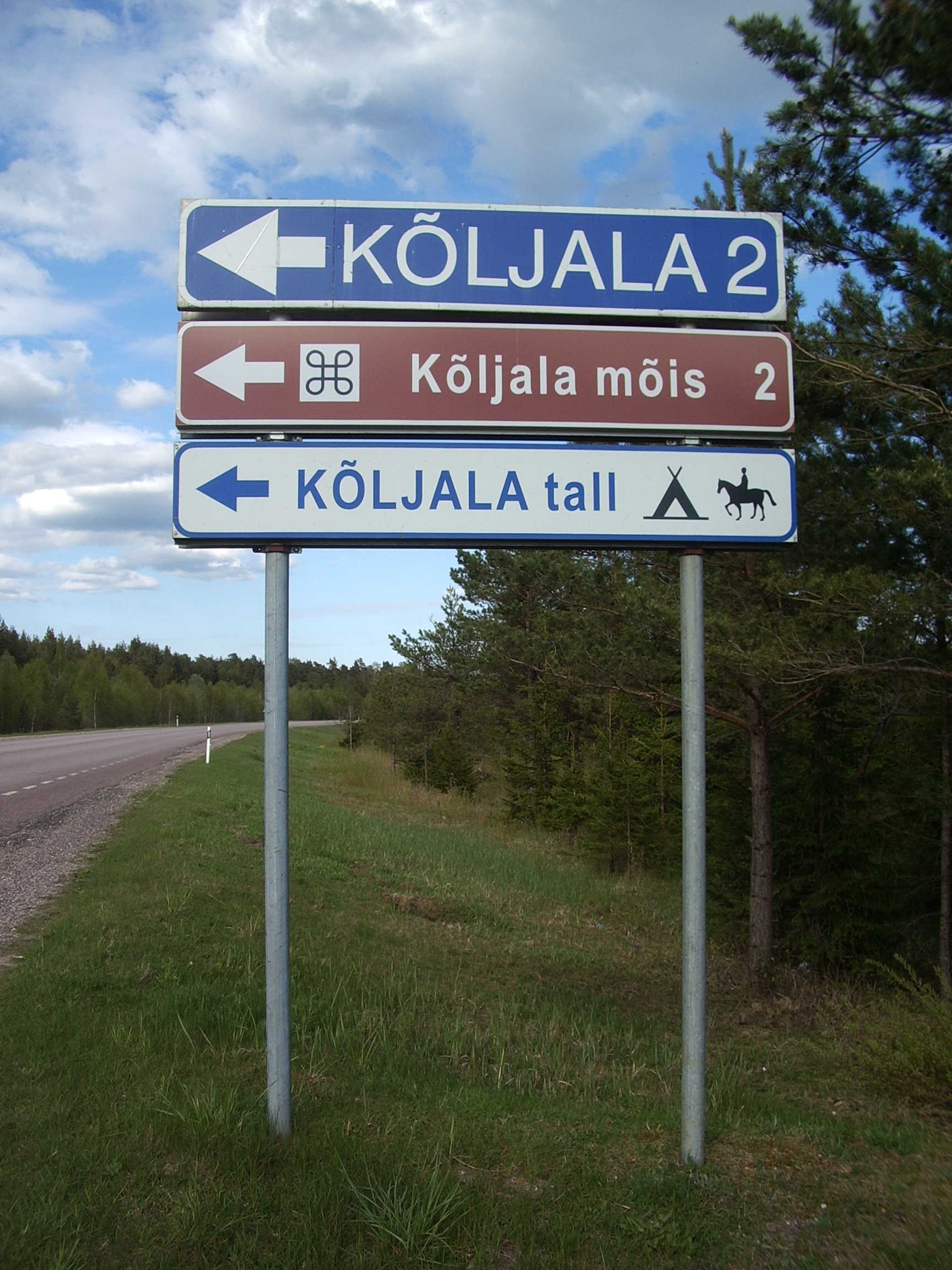
Wegwijzer
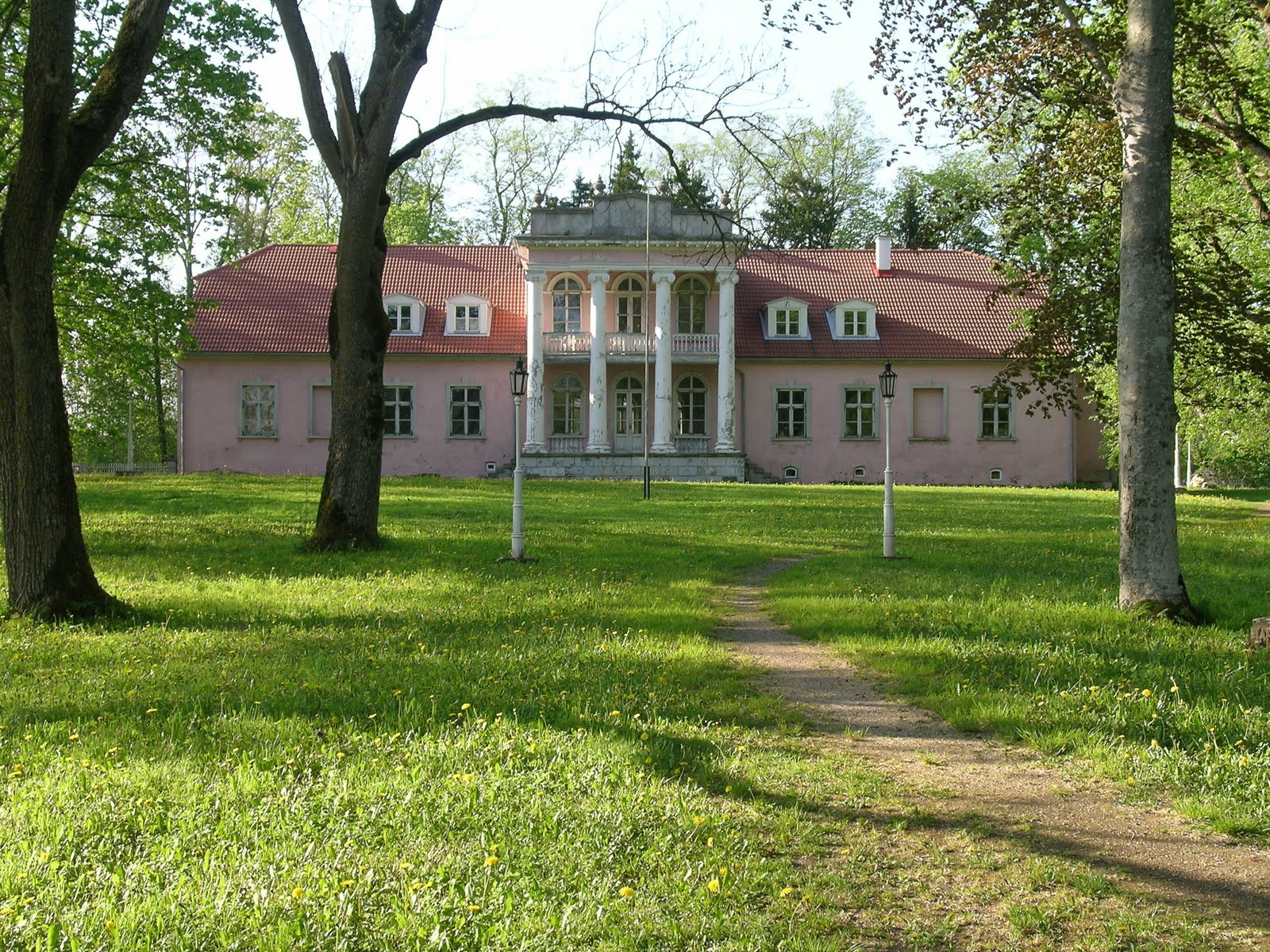
Het landhuis
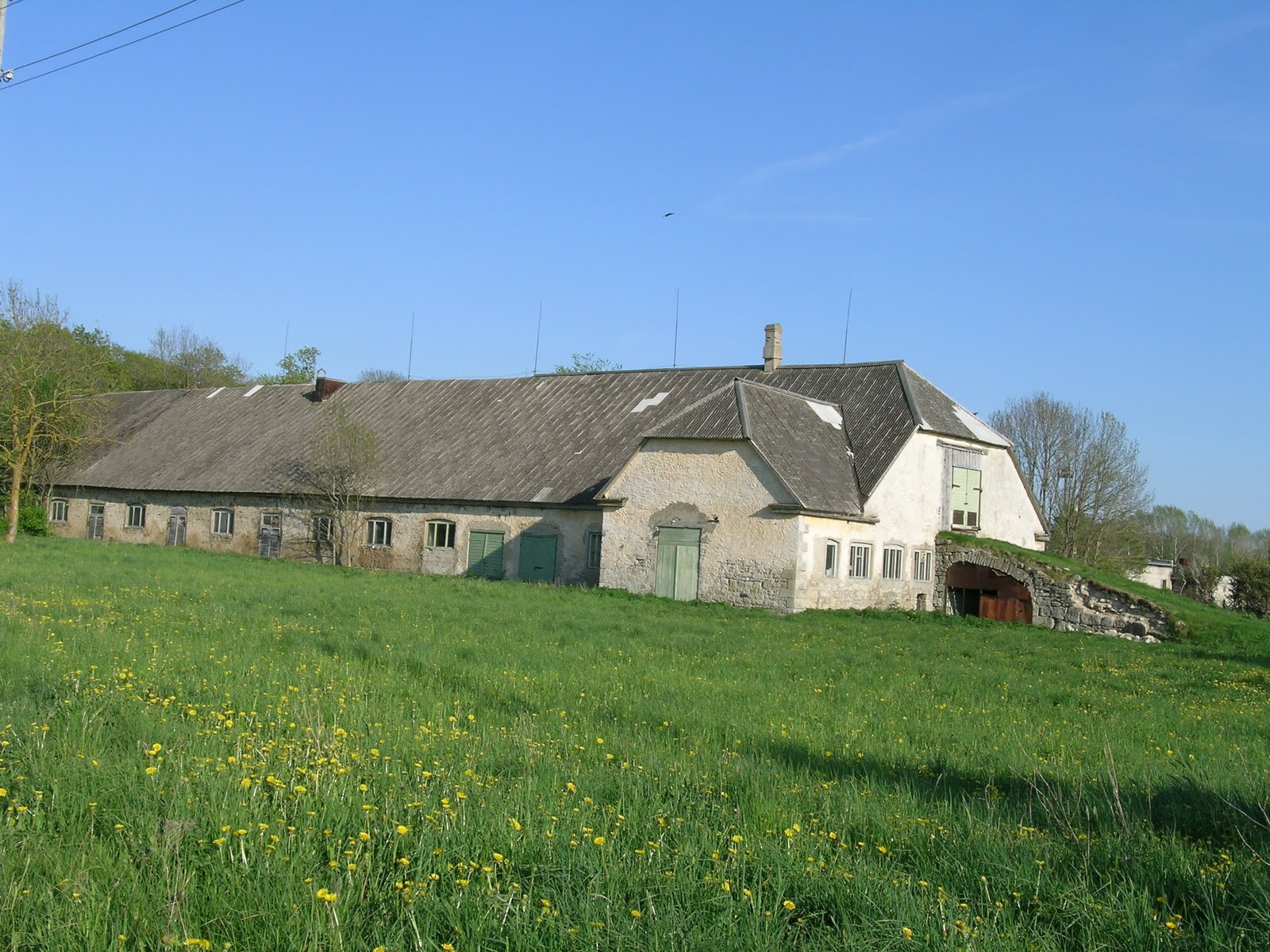
Voormalige veestal